# Élections législatives de 1993 dans l'Essonne
Les élections législatives françaises de 1993 se sont déroulées les 21 mars 1993 et 28 mars 1993. Dans le département de l'Essonne, dix députés étaient à élire dans dix circonscriptions.

## Élus
| Circonscription | Député sortant                                             | Parti | Parti    | Député élu ou réélu  | Parti | Parti    |
| --------------- | ---------------------------------------------------------- | ----- | -------- | -------------------- | ----- | -------- |
| 1re             | Jean Albouy nsrp suppléant de Jacques Guyard               |       | PS       | Jacques Guyard       |       | PS       |
| 2e              | Xavier Dugoin                                              |       | RPR      | Xavier Dugoin        |       | RPR      |
| 3e              | Yves Tavernier                                             |       | PS       | Jean de Boishue      |       | RPR      |
| 4e              | Pierre-André Wiltzer                                       |       | UDF (AD) | Pierre-André Wiltzer |       | UDF (AD) |
| 5e              | Michel Pelchat                                             |       | UDF (PR) | Michel Pelchat       |       | UDF (PR) |
| 6e              | Claude Germon                                              |       | PS       | Odile Moirin         |       | RPR      |
| 7e              | Jean-Claude Ramos nsrp suppléant de Marie-Noëlle Lienemann |       | PS       | Jean Marsaudon       |       | RPR      |
| 8e              | Michel Berson                                              |       | PS       | Michel Berson        |       | PS       |
| 9e              | Thierry Mandon                                             |       | PS       | Georges Tron         |       | RPR      |
| 10e             | Julien Dray                                                |       | PS       | Julien Dray          |       | PS       |

## Positionnement des partis
Les candidats d'alliance RPR-UDF et divers droite se présentent sous la bannière de l'Union pour la France et ceux du Parti socialiste derrière l'Alliance des Français pour le Progrès. Par ailleurs, Les Verts et Génération écologie s'unissent sous l'étiquette Entente des écologistes.

## Résultats

### Résultats à l’échelle du département
| Parti                 | Parti                                   | Premier tour | Premier tour | Second tour | Second tour | Sièges |
| Parti                 | Parti                                   | Voix         | %            | Voix        | %           | Sièges |
| --------------------- | --------------------------------------- | ------------ | ------------ | ----------- | ----------- | ------ |
|                       | Rassemblement pour la République        | 106 754      | 24,24        | 164 027     | 39,12       | 5      |
|                       | Union pour la démocratie française      | 54 027       | 12,27        | 66 618      | 15,89       | 2      |
|                       | Divers droite                           | 10 848       | 2,46         |             |             | 0      |
|                       | Union pour la France                    | 171 629      | 38,97        | 230 645     | 55,01       | 7      |
|                       |                                         |              |              |             |             |        |
|                       | Parti socialiste                        | 83 738       | 19,01        | 177 935     | 42,44       | 3      |
|                       | Divers gauche (Maj. prés.)              | 3 345        | 0,76         |             |             | 0      |
|                       | Alliance des Français pour le progrès   | 87 083       | 19,77        | 177 935     | 42,44       | 3      |
|                       |                                         |              |              |             |             |        |
|                       | Génération écologie                     | 25 156       | 5,71         |             |             | 0      |
|                       | Les Verts                               | 16 476       | 3,74         | 0           |             |        |
|                       | Entente des écologistes                 | 41 632       | 9,45         |             |             | 0      |
|                       |                                         |              |              |             |             |        |
|                       | Front national                          | 62 290       | 14,14        | 10 707      | 2,55        | 0      |
|                       | Parti communiste français               | 41 967       | 9,53         |             |             | 0      |
|                       | Divers écologiste dont LT-LNÉ           | 11 322       | 2,57         | 0           |             |        |
|                       | Extrême gauche dont LCR, LO, SÉGA et PT | 9 730        | 2,21         | 0           |             |        |
|                       | Extrême droite                          | 9 507        | 2,16         | 0           |             |        |
|                       | Divers                                  | 3 388        | 0,77         | 0           |             |        |
|                       | Mouvement des citoyens                  | 1 897        | 0,43         | 0           |             |        |
|                       |                                         |              |              |             |             |        |
| Inscrits              | Inscrits                                | 664 885      | 100,00       | 664 815     | 100,00      | 10     |
| Abstentions           | Abstentions                             | 205 469      | 30,9         | 207 842     | 31,26       |        |
| Votants               | Votants                                 | 459 416      | 69,1         | 456 973     | 68,74       |        |
| Blancs et nuls        | Blancs et nuls                          | 18 971       | 4,13         | 37 686      | 8,25        |        |
| Exprimés              | Exprimés                                | 440 445      | 95,87        | 419 287     | 91,75       |        |
| Source : Data.gouv.fr |                                         |              |              |             |             |        |

### Résultats par circonscription

#### Première circonscription (Évry - Corbeil-Essonnes)
| Candidat       | Candidat                     | Parti          | Premier tour | Premier tour | Second tour | Second tour |  |
| Candidat       | Candidat                     | Parti          | Voix         | %            | Voix        | %           |  |
| -------------- | ---------------------------- | -------------- | ------------ | ------------ | ----------- | ----------- |  |
|                | Henry Marcille               | RPR (UPF)      | 10 490       | 28,36        | 18 032      | 49,81       |  |
|                | Jacques Guyard sortant réélu | PS (ADFP)      | 7 429        | 20,09        | 18 166      | 50,19       |  |
|                | Jacques Olivier              | FN             | 5 963        | 16,12        |             |             |  |
|                | Marie-Anne Lesage            | PCF            | 4 642        | 12,55        |             |             |  |
|                | Jean-Bernard Gramunt         | Les Verts (EÉ) | 3 536        | 9,56         |             |             |  |
|                | Jacques Bouffard             | RDRP           | 935          | 2,53         |             |             |  |
|                | Francis Dominguez            | Divers droite  | 779          | 2,11         |             |             |  |
|                | M'Barek Fraoui               | Divers droite  | 751          | 2,03         |             |             |  |
|                | Monique Aspe                 | LT-LNÉ         | 675          | 1,82         |             |             |  |
|                | Yves Thoraval                | LO             | 546          | 1,48         |             |             |  |
|                | Marc Héber-Suffrin           | Divers gauche  | 441          | 1,19         |             |             |  |
|                | Francois Vallot              | PT             | 315          | 0,85         |             |             |  |
|                | Maryvonne Fichou             | LCR            | 275          | 0,74         |             |             |  |
|                | Simone Chaillet              | UDI            | 210          | 0,57         |             |             |  |
|                | Bruno Tissier                | Divers         | 0            | 0,00         |             |             |  |
|                |                              |                |              |              |             |             |  |
| Inscrits       | Inscrits                     | Inscrits       | 58 155       | 100,00       | 58 150      | 100,00      |  |
| Abstentions    | Abstentions                  | Abstentions    | 19 396       | 33,35        | 18 924      | 32,54       |  |
| Votants        | Votants                      | Votants        | 38 759       | 66,65        | 39 226      | 67,46       |  |
| Blancs et nuls | Blancs et nuls               | Blancs et nuls | 1 772        | 4,57         | 3 028       | 7,72        |  |
| Exprimés       | Exprimés                     | Exprimés       | 36 987       | 95,43        | 36 198      | 92,28       |  |

#### Deuxième circonscription (Etampes)
| Candidat       | Candidat                    | Parti          | Premier tour | Premier tour | Second tour | Second tour |  |
| Candidat       | Candidat                    | Parti          | Voix         | %            | Voix        | %           |  |
| -------------- | --------------------------- | -------------- | ------------ | ------------ | ----------- | ----------- |  |
|                | Xavier Dugoin sortant réélu | RPR (UPF)      | 20 729       | 28,36        | 26 301      | 71,07       |  |
|                | Hubert de Mesmay            | FN             | 8 222        | 17,22        | 10 707      | 28,93       |  |
|                | Gérard Lefranc              | PCF            | 5 631        | 11,79        |             |             |  |
|                | Alain Girard                | PS (ADFP)      | 5 347        | 11,2         |             |             |  |
|                | Alain Coste                 | Les Verts (EÉ) | 5 043        | 10,56        |             |             |  |
|                | Pierre Mourot               | LT-LNÉ         | 1 567        | 3,28         |             |             |  |
|                | Dominique Bazinet           | LO             | 1 053        | 2,21         |             |             |  |
|                | Said Rabhy                  | Divers         | 149          | 0,31         |             |             |  |
|                |                             |                |              |              |             |             |  |
| Inscrits       | Inscrits                    | Inscrits       | 69 956       | 100,00       | 69 917      | 100,00      |  |
| Abstentions    | Abstentions                 | Abstentions    | 19 995       | 28,58        | 23 870      | 34,14       |  |
| Votants        | Votants                     | Votants        | 49 961       | 71,42        | 46 047      | 65,86       |  |
| Blancs et nuls | Blancs et nuls              | Blancs et nuls | 2 220        | 4,44         | 9 039       | 19,63       |  |
| Exprimés       | Exprimés                    | Exprimés       | 47 741       | 95,56        | 37 008      | 80,37       |  |

#### Troisième circonscription (Brétigny-sur-Orge)
| Candidat       | Candidat               | Parti          | Premier tour | Premier tour | Second tour | Second tour |  |
| Candidat       | Candidat               | Parti          | Voix         | %            | Voix        | %           |  |
| -------------- | ---------------------- | -------------- | ------------ | ------------ | ----------- | ----------- |  |
|                | Jean de Boishue élu    | RPR (UPF)      | 20 341       | 37,84        | 28 224      | 54,34       |  |
|                | Yves Tavernier sortant | PS (ADFP)      | 11 120       | 20,68        | 23 718      | 45,66       |  |
|                | Michel Jazarguer       | FN             | 7 314        | 13,6         |             |             |  |
|                | Francis Chalot         | Les Verts (EÉ) | 5 211        | 9,69         |             |             |  |
|                | Jean Saint-Étienne     | PCF            | 4 892        | 9,1          |             |             |  |
|                | Christiane Dor         | RDRP           | 1 355        | 2,52         |             |             |  |
|                | Sylvie Lironcourt      | LO             | 1 244        | 2,31         |             |             |  |
|                | Christian-Amand Huet   | LT-LNÉ         | 976          | 1,82         |             |             |  |
|                | Michel Derain          | UÉD            | 668          | 1,24         |             |             |  |
|                | Joël-Henry Havet       | CNIP           | 639          | 1,19         |             |             |  |
|                |                        |                |              |              |             |             |  |
| Inscrits       | Inscrits               | Inscrits       | 78 871       | 100,00       | 78 871      | 100,00      |  |
| Abstentions    | Abstentions            | Abstentions    | 22 778       | 28,88        | 22 848      | 28,97       |  |
| Votants        | Votants                | Votants        | 56 093       | 71,12        | 56 023      | 71,03       |  |
| Blancs et nuls | Blancs et nuls         | Blancs et nuls | 2 333        | 4,16         | 4 081       | 7,28        |  |
| Exprimés       | Exprimés               | Exprimés       | 53 760       | 95,84        | 51 942      | 92,72       |  |

#### Quatrième circonscription (Longjumeau)
| Candidat       | Candidat                           | Parti          | Premier tour | Premier tour | Second tour | Second tour |  |
| Candidat       | Candidat                           | Parti          | Voix         | %            | Voix        | %           |  |
| -------------- | ---------------------------------- | -------------- | ------------ | ------------ | ----------- | ----------- |  |
|                | Pierre-André Wiltzer sortant réélu | UDF (AD)       | 18 654       | 40,29        | 26 560      | 59,39       |  |
|                | Éric Cochard                       | PS (ADFP)      | 7 065        | 15,26        | 18 160      | 40,61       |  |
|                | Marine Aurand                      | FN             | 6 905        | 14,91        |             |             |  |
|                | Michel Mombrun                     | GÉ (EÉ)        | 4 941        | 10,67        |             |             |  |
|                | Jack Freychet                      | PCF            | 3 299        | 7,13         |             |             |  |
|                | Nicole Touquoy-Morichaud           | MDC            | 1 897        | 4,1          |             |             |  |
|                | Michel Véronneau                   | LT-LNÉ         | 1 364        | 2,95         |             |             |  |
|                | Solange Friess                     | RDRP           | 1 245        | 2,69         |             |             |  |
|                | Michel Turmel                      | LO             | 930          | 2,01         |             |             |  |
|                |                                    |                |              |              |             |             |  |
| Inscrits       | Inscrits                           | Inscrits       | 69 379       | 100,00       | 69 370      | 100,00      |  |
| Abstentions    | Abstentions                        | Abstentions    | 20 744       | 29,9         | 21 016      | 30,3        |  |
| Votants        | Votants                            | Votants        | 48 635       | 70,1         | 48 354      | 69,7        |  |
| Blancs et nuls | Blancs et nuls                     | Blancs et nuls | 2 335        | 4,8          | 3 634       | 7,52        |  |
| Exprimés       | Exprimés                           | Exprimés       | 46 300       | 95,2         | 44 720      | 92,48       |  |

#### Cinquième circonscription (Les Ulis)
| Candidat       | Candidat                     | Parti          | Premier tour | Premier tour | Second tour | Second tour |  |
| Candidat       | Candidat                     | Parti          | Voix         | %            | Voix        | %           |  |
| -------------- | ---------------------------- | -------------- | ------------ | ------------ | ----------- | ----------- |  |
|                | Michel Pelchat sortant réélu | UDF (PR)       | 16 458       | 39,55        | 22 556      | 56,16       |  |
|                | Paul Loridant                | PS (ADFP)      | 8 462        | 20,33        | 17 611      | 43,84       |  |
|                | Jean-Claude Le Scornet       | GÉ (EÉ)        | 5 039        | 12,11        |             |             |  |
|                | Anna Carmagnol               | FN             | 3 595        | 8,64         |             |             |  |
|                | Daniel Gouttefarde           | PCF            | 2 138        | 5,14         |             |             |  |
|                | Jean-Luc Rougé               | Divers         | 1 915        | 4,6          |             |             |  |
|                | Jean-Claude Mouret           | Divers droite  | 1 362        | 3,27         |             |             |  |
|                | René Mogue                   | RDRP           | 806          | 1,94         |             |             |  |
|                | Nicole Poupinot              | LO             | 639          | 1,54         |             |             |  |
|                | Franck Loizemant             | SÉGA           | 603          | 1,45         |             |             |  |
|                | Michèle Gaspalou             | UÉD            | 601          | 1,44         |             |             |  |
|                | Martine Canfin               | LT-LNÉ         | 0            | 0            |             |             |  |
|                |                              |                |              |              |             |             |  |
| Inscrits       | Inscrits                     | Inscrits       | 60 108       | 100,00       | 60 106      | 100,00      |  |
| Abstentions    | Abstentions                  | Abstentions    | 16 998       | 28,28        | 17 325      | 28,82       |  |
| Votants        | Votants                      | Votants        | 43 110       | 71,72        | 42 781      | 71,18       |  |
| Blancs et nuls | Blancs et nuls               | Blancs et nuls | 1 492        | 3,46         | 2 614       | 6,11        |  |
| Exprimés       | Exprimés                     | Exprimés       | 41 618       | 96,54        | 40 167      | 93,89       |  |

#### Sixième circonscription (Massy)
| Candidat       | Candidat              | Parti          | Premier tour | Premier tour | Second tour | Second tour |  |
| Candidat       | Candidat              | Parti          | Voix         | %            | Voix        | %           |  |
| -------------- | --------------------- | -------------- | ------------ | ------------ | ----------- | ----------- |  |
|                | Odile Moirin élue     | RPR            | 9 087        | 20,43        | 23 544      | 54,26       |  |
|                | Claude Germon sortant | PS (ADFP)      | 9 013        | 20,26        | 19 844      | 45,74       |  |
|                | Vincent Delahaye      | UDF (PR)       | 7 169        | 16,12        |             |             |  |
|                | Roger Douce           | FN             | 5 661        | 12,73        |             |             |  |
|                | Amy Dahan Dalmedico   | GÉ (EÉ)        | 4 629        | 10,41        |             |             |  |
|                | Sylvie Mayer          | PCF            | 3 771        | 8,48         |             |             |  |
|                | Stéphane Chatton      | RDRP           | 1 143        | 2,57         |             |             |  |
|                | Anne-Marie Molines    | LT-LNÉ         | 1 071        | 2,41         |             |             |  |
|                | Jacques Mazars        | LO             | 883          | 1,99         |             |             |  |
|                | Roger Bizet           | UÉD            | 577          | 1,3          |             |             |  |
|                | Gérard Lorigny        | PT             | 550          | 1,24         |             |             |  |
|                | Marc-Antoine Calonne  | Divers gauche  | 510          | 1,15         |             |             |  |
|                | Sylvie Veneny         | UDI            | 414          | 0,93         |             |             |  |
|                | René Mostachetti      | Divers gauche  | 0            | 0            |             |             |  |
|                |                       |                |              |              |             |             |  |
| Inscrits       | Inscrits              | Inscrits       | 68 109       | 100,00       | 68 103      | 100,00      |  |
| Abstentions    | Abstentions           | Abstentions    | 21 629       | 31,76        | 21 287      | 31,26       |  |
| Votants        | Votants               | Votants        | 46 480       | 68,24        | 46 816      | 68,74       |  |
| Blancs et nuls | Blancs et nuls        | Blancs et nuls | 2 002        | 4,31         | 3 428       | 7,32        |  |
| Exprimés       | Exprimés              | Exprimés       | 44 478       | 95,69        | 43 388      | 92,68       |  |

#### Septième circonscription (Savigny-sur-Orge)
| Candidat       | Candidat                        | Parti             | Premier tour | Premier tour | Second tour | Second tour |  |
| Candidat       | Candidat                        | Parti             | Voix         | %            | Voix        | %           |  |
| -------------- | ------------------------------- | ----------------- | ------------ | ------------ | ----------- | ----------- |  |
|                | Jean Marsaudon élu              | RPR (UPF)         | 16 801       | 37,61        | 24 601      | 55,29       |  |
|                | Marie-Noëlle Lienemann sortante | PS (ADFP)         | 10 064       | 22,53        | 19 893      | 44,71       |  |
|                | Pascal Delmas                   | FN                | 6 548        | 14,66        |             |             |  |
|                | Michel Bockelandt               | PCF               | 3 343        | 7,48         |             |             |  |
|                | Philippe Le Pont                | Les Verts (EÉ)    | 2 686        | 6,01         |             |             |  |
|                | Virginie Prost                  | RDRP              | 1 347        | 3,01         |             |             |  |
|                | Olivier Morelle                 | Divers gauche     | 872          | 1,95         |             |             |  |
|                | Jean-Jacques Campini            | LO                | 738          | 1,65         |             |             |  |
|                | Jean-Yves Geneste               | Divers gauche     | 684          | 1,53         |             |             |  |
|                | Catherine Langin                | UDI               | 651          | 1,46         |             |             |  |
|                | Dalila Mokart                   | Divers            | 566          | 1,27         |             |             |  |
|                | Régine Pastutmaz                | Extrême gauche    | 228          | 0,51         |             |             |  |
|                | Daniel Le Goff                  | AP                | 149          | 0,33         |             |             |  |
|                | Michel Petitsigne               | Divers            | 0            | 0            |             |             |  |
|                | Elisabeth Schmitt               | Divers écologiste | 0            | 0            |             |             |  |
|                |                                 |                   |              |              |             |             |  |
| Inscrits       | Inscrits                        | Inscrits          | 67 758       | 100,00       | 67 775      | 100,00      |  |
| Abstentions    | Abstentions                     | Abstentions       | 21 301       | 31,44        | 20 431      | 30,15       |  |
| Votants        | Votants                         | Votants           | 46 457       | 68,56        | 47 344      | 69,85       |  |
| Blancs et nuls | Blancs et nuls                  | Blancs et nuls    | 1 780        | 3,83         | 2 850       | 6,02        |  |
| Exprimés       | Exprimés                        | Exprimés          | 44 677       | 96,17        | 44 494      | 93,98       |  |

#### Huitième circonscription (Yerres)
| Candidat       | Candidat                    | Parti          | Premier tour | Premier tour | Second tour | Second tour |  |
| Candidat       | Candidat                    | Parti          | Voix         | %            | Voix        | %           |  |
| -------------- | --------------------------- | -------------- | ------------ | ------------ | ----------- | ----------- |  |
|                | Alain Josse                 | RPR            | 9 509        | 21,17        | 19 976      | 46,83       |  |
|                | Michel Berson sortant réélu | PS (ADFP)      | 8 438        | 18,79        | 22 681      | 53,17       |  |
|                | Pascal Delmas               | FN             | 5 922        | 13,19        |             |             |  |
|                | Laurent Béteille            | diss. RPR      | 5 242        | 11,67        |             |             |  |
|                | Patrick Hardouin            | GÉ (EÉ)        | 4 273        | 9,51         |             |             |  |
|                | Lucien Lagrange             | PCF            | 4 265        | 9,5          |             |             |  |
|                | Odette Guiraudou            | UDF (CDS)      | 3 377        | 7,52         |             |             |  |
|                | Stéphanie Weber             | LT-LNÉ         | 999          | 2,22         |             |             |  |
|                | Joëlle Daussy-Seve          | UÉD            | 950          | 2,12         |             |             |  |
|                | Jean Van Alderwelt          | Extrême droite | 847          | 1,89         |             |             |  |
|                | Joël Brossat                | Divers         | 758          | 1,69         |             |             |  |
|                | Claudine Gruselle           | UDI            | 332          | 0,74         |             |             |  |
|                |                             |                |              |              |             |             |  |
| Inscrits       | Inscrits                    | Inscrits       | 69 920       | 100,00       | 69 903      | 100,00      |  |
| Abstentions    | Abstentions                 | Abstentions    | 23 280       | 33,3         | 23 306      | 33,34       |  |
| Votants        | Votants                     | Votants        | 46 640       | 66,7         | 46 597      | 66,66       |  |
| Blancs et nuls | Blancs et nuls              | Blancs et nuls | 1 728        | 3,7          | 3 940       | 8,46        |  |
| Exprimés       | Exprimés                    | Exprimés       | 44 912       | 96,3         | 42 657      | 91,54       |  |

#### Neuvième circonscription (Draveil)
| Candidat       | Candidat               | Parti                      | Premier tour | Premier tour | Second tour | Second tour |  |
| Candidat       | Candidat               | Parti                      | Voix         | %            | Voix        | %           |  |
| -------------- | ---------------------- | -------------------------- | ------------ | ------------ | ----------- | ----------- |  |
|                | Georges Tron élu       | RPR (UPF)                  | 16 684       | 37,77        | 23 349      | 53,73       |  |
|                | Thierry Mandon sortant | PS (ADFP)                  | 10 093       | 22,85        | 20 107      | 46,27       |  |
|                | Sophie Lespagnon       | FN                         | 6 621        | 14,99        |             |             |  |
|                | Daniel Perrin          | PCF                        | 3 934        | 8,91         |             |             |  |
|                | Roland Smolar          | GÉ (EÉ)                    | 3 330        | 7,54         |             |             |  |
|                | Philippe Mickno        | LT-LNÉ                     | 718          | 1,63         |             |             |  |
|                | Jean-Luc Rougé         | Divers écologiste          | 704          | 1,59         |             |             |  |
|                | Michel Crémey          | LO                         | 694          | 1,57         |             |             |  |
|                | Jean Casalonga         | RDRP                       | 693          | 1,57         |             |             |  |
|                | Philippe Guyot         | Divers gauche (Maj. prés.) | 420          | 0,95         |             |             |  |
|                | Pierre Adonai          | UDI                        | 276          | 0,62         |             |             |  |
|                |                        |                            |              |              |             |             |  |
| Inscrits       | Inscrits               | Inscrits                   | 66 526       | 100,00       | 66 526      | 100,00      |  |
| Abstentions    | Abstentions            | Abstentions                | 20 753       | 31,2         | 20 581      | 30,94       |  |
| Votants        | Votants                | Votants                    | 45 773       | 68,8         | 45 945      | 69,06       |  |
| Blancs et nuls | Blancs et nuls         | Blancs et nuls             | 1 606        | 3,51         | 2 489       | 5,42        |  |
| Exprimés       | Exprimés               | Exprimés                   | 44 167       | 96,49        | 43 456      | 94,58       |  |

#### Dixième circonscription (Sainte-Geneviève-des-Bois)
| Candidat       | Candidat                  | Parti                      | Premier tour | Premier tour | Second tour | Second tour |  |
| Candidat       | Candidat                  | Parti                      | Voix         | %            | Voix        | %           |  |
| -------------- | ------------------------- | -------------------------- | ------------ | ------------ | ----------- | ----------- |  |
|                | Antoine Charrin           | UDF (PR)                   | 8 369        | 23,37        | 17 502      | 49,64       |  |
|                | Julien Dray sortant réélu | PS (ADFP)                  | 6 707        | 18,73        | 17 755      | 50,36       |  |
|                | Claude Vasquez            | PCF                        | 6 052        | 16,9         |             |             |  |
|                | Michel de Rostolan        | FN                         | 5 539        | 15,47        |             |             |  |
|                | Bernard Bertry            | RPR                        | 3 113        | 8,69         |             |             |  |
|                | Joël Roret                | GÉ (EÉ)                    | 2 944        | 8,22         |             |             |  |
|                | Jean-Marc Ripoll          | RDRP                       | 987          | 2,76         |             |             |  |
|                | Roland Hautin             | LO                         | 670          | 1,87         |             |             |  |
|                | Gérard Saroyan            | Les Verts                  | 452          | 1,26         |             |             |  |
|                | Gérard Pociecka           | SÉGA                       | 362          | 1,01         |             |             |  |
|                | Jean-Luc Cinquin          | Divers gauche (Maj. prés.) | 253          | 0,71         |             |             |  |
|                | Alain Lascary             | UDI                        | 192          | 0,54         |             |             |  |
|                | Patrick Ulanowska         | Divers gauche (Maj. prés.) | 165          | 0,46         |             |             |  |
|                | Christian Leneveu         | LT-LNÉ                     | 0            | 0            |             |             |  |
|                | Marc Brajon               | Divers droite              | 0            | 0            |             |             |  |
|                |                           |                            |              |              |             |             |  |
| Inscrits       | Inscrits                  | Inscrits                   | 56 103       | 100,00       | 56 094      | 100,00      |  |
| Abstentions    | Abstentions               | Abstentions                | 18 595       | 33,14        | 18 254      | 32,54       |  |
| Votants        | Votants                   | Votants                    | 37 508       | 66,86        | 37 840      | 67,46       |  |
| Blancs et nuls | Blancs et nuls            | Blancs et nuls             | 1 703        | 4,54         | 2 583       | 6,83        |  |
| Exprimés       | Exprimés                  | Exprimés                   | 35 805       | 95,46        | 35 257      | 93,17       |  |